# Imortal DC
Der Imortal DC (offiziell: Imortal Desportivo Clube) ist ein portugiesischer Fußballverein aus Albufeira an der Algarve. Der Verein spielte zuletzt in der Saison 2000/2001 in der zweiten Liga.